# Minoan Flying Dolphins
Minoan Flying Dolphins (MFD) was een Griekse veerbootmaatschappij.

## Geschiedenis
MFD werd in 1998 opgericht door Pantelis Sfinias als een onderdeel van de Minoan Lines. MFD's eerste aankoop was de veerbootmaatschappij Ceres Flying Dolphins, eigendom van de familie Livanos. De veerboten bestonden uit hydrofoils en waren actief in de Argo-Saronische Golf en de eilandengroep Sporaden. Binnen een paar maanden groeide MFD erg snel door het opkopen van nog meer veerbootmaatschappijen zoals Agapitos, Agoudimos, Nomikos, Ventouris en Goutos. Binnen afzienbare tijd had MFD meer dan 90% van de Griekse veerbootmarkt in handen op diverse routes.
Plannen om met het bedrijf naar de beurs te gaan vielen in duigen door twee gebeurtenissen, namelijk de Griekse beurscrash in de herfst van 1999 en het zinken van de MS Express Samina op 26 september 2000, waarbij 81 doden vielen. Twee maanden na het zinken van het schip pleegde Sfinias, mede door de enorme druk van de aandeelhouders en de publieke opinie, zelfmoord door van de zesde verdieping van zijn kantoorgebouw uit het raam te springen.
MFD werd in de zomer van 2001 hernoemd naar Hellas Flying Dolphins en vervolgens naar Hellenic Seaways in 2005. Minoan Lines hield een aandelenpakket van rond de 30% in Hellenic Seaways tot 2018, toen het werd verkocht aan de Attica Group.